# Louisa Twining

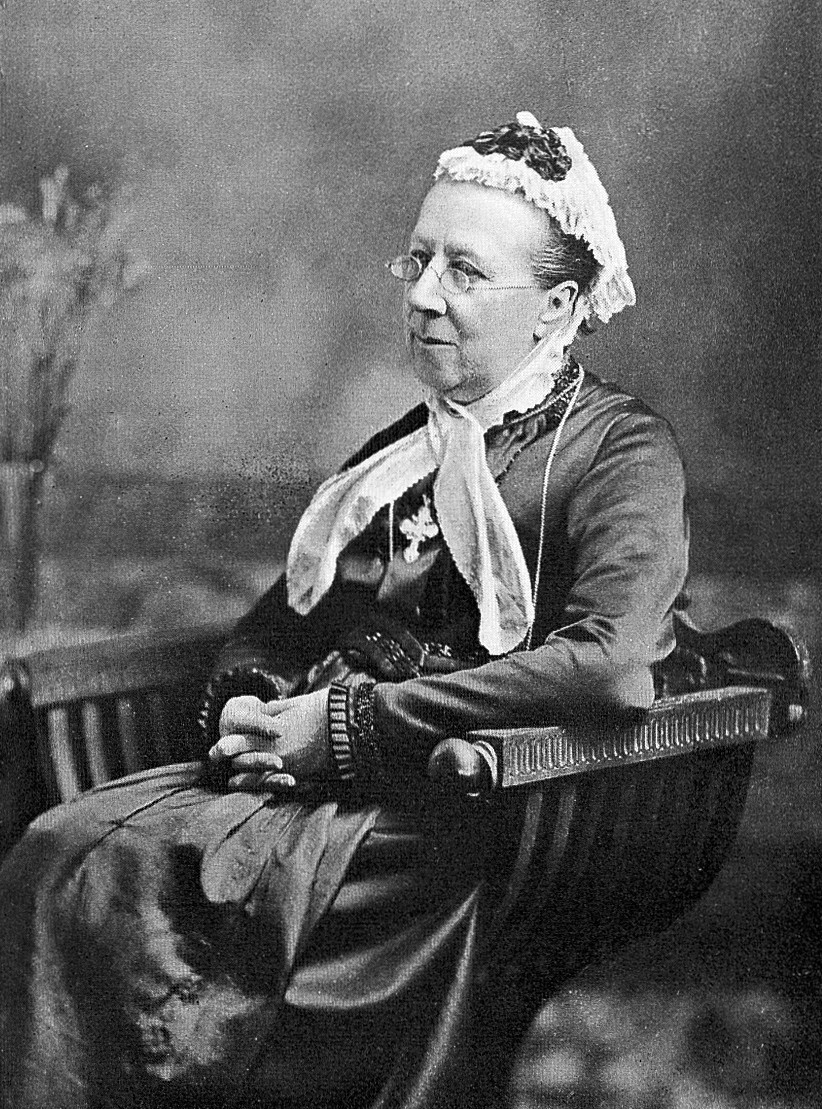
Louisa Twining, ca. 1906

Louisa Twining (* 16. November 1820 in Strand, Westminster, London; † 25. September 1912 in Kensington, London) war eine englisch-britische Philanthropin und Sozialreformerin, die sich den Themen und Aufgaben im Zusammenhang mit den englischen Armengesetzen widmete. Ihre Familie besaß das berühmte Teeunternehmen Twinings am Strand, das noch immer ein renommiertes Geschäft ist. In den frühen Jahren ihres Erwachsenenlebens war Twining Künstlerin und Kunsthistorikerin. In ihren 30er-Lebensjahren begann sie, an Projekten im Zusammenhang mit den Armengesetzen zu arbeiten, denen sie den Rest ihres Lebens folgte. Sie half bei der Einrichtung eines Heims für Mädchen aus Arbeitshäusern und gründete eine Reihe von Gesellschaften und Vereinen im Zusammenhang mit Arbeitshäusern und Krankenhäusern. Sie diente auch als Poor Law Guardian und war Präsidentin der Women's Local Government Society.

## Leben
Twining wurde im Zentrum Londons geboren, nicht weit vom berühmten Teeunternehmen ihrer Familie, Twinings, am Strand entfernt. Sie war das neunte und jüngste Kind von Richard Twining (1772–1857) und seiner Frau Elizabeth Mary, geborene Smythies (1779–1866), die aus der langdokumentierten Familie der Longcrofts stammte. Ihre ältere Schwester war die botanische Illustratorin Elizabeth Twining.
Sie wurde zu Hause hauptsächlich von ihrer Mutter und ihren älteren Schwestern unterrichtet und besuchte später Vorlesungen an der Royal Institution. Sie zeigteTalent fürs Zeichnen und veröffentlichte in den frühen 1850er Jahren zwei Bücher über christliche Kunst: Symbols and Emblems of Early and Medieval Christian Art (1852) und The Types and Figures of the Bible (1854).
Durch den Besuch ihrer alten Krankenschwester im Strand Union Workhouse und die Konfrontation mit ihrer Armut, wollte sie regelmäßige Besuche in Armenhäusern organisieren, um Gebete zu sprechen und sich mit den Insassen zu unterhalten. Das war aber nicht erlaubt, das betreuende Poor Law Board dies als unzulässige Einmischung wertete. Twining startete eine Kampagne, die Frauen der Mittelklasse ermöglichen sollte, zu helfen. 1855 veröffentlichte sie A Few Words about the Inmates of our Union Workhouses. Sie begann, andere Armenhäuser in London, im Rest Englands und im Ausland zu besuchen. Durch Vorträge, Artikel und Briefe erwarb sie sich einen Ruf als Expertin für Armenhäuser. 1857 trug sie auf dem Kongress der National Association for the Promotion of Social Science zum Thema The condition of our workhouses vor. Nach weiteren Briefen an den Manchester Guardian und The Times gab das Poor Law Board 1858 nach und die Workhouse Visiting Society, mit Twining als ehrenamtlicher Sekretärin, wurde gegründet.
Im folgenden Jahr sagte sie vor der königlichen Kommission für Bildung über Arbeitshausschulen aus und befürwortete eine industrielle Ausbildungsmöglichkeit für junge Frauen. 1861 war sie maßgeblich an der Einrichtung eines Heims für Mädchen aus Arbeitshäusern beteiligt. 1866 gründete sie die Association for the Improvement of the Infirmaries of London Workhouses und 1879 die Workhouse Infirmary Nursing Association. Sie unterstützte weitere Heime, die 1878 der Association for Befriending Young Servants übergeben.
Die Reform der mit den Arbeitshausern verbundenen Krankenhäuser war eines von Twinings Hauptanliegen, und sie erwog zeitweise, selbst eine Ausbildung zur Krankenschwester zu machen. Vor allem wollte sie eine Trennung der Kranken, Alten und Arbeitsfähigen in den Arbeitshäusern erreichen. 1879 wurde sie Sekretärin der Association for Promoting Trained Nursing in Workhouse Infirmaries and Sick Asylums, die gegründet wurde, um Krankenschwestern auszubilden und zu vermitteln. 1885 schloss sie dem District Nurses Movement von Florence Nightingale an, das sich die Entsendung von ausgebildeten Krankenschwestern zu den Häusern der Armen in den Städten. Sie half bei der Gründung der Metropolitan and National Association for Nursing the Poor in Their Homes.
Der Poor Law Inspector Uvedale Corbett sagte über sie, sie sei „die praktischste Frau, die ich je unter den vielen, die sich für das Thema interessiert haben, gekannt habe.“
1875 wurden Frauen wahlberechtigt als Poor Law Guardian. Twining war die Hauptfinanziererin der Society for Promoting the Return of Women as Poor Law Guardians und anschließend deren Vorsitzende. Sie war selbst Poor Law Guardian in Kensington (1884–1890) und Tunbridge Wells (1893–1896), wo sie nach ihrer Pensionierung lebte. Sie war Präsidentin der Women's Local Government Society.
Sie förderte die Öffnung von Lincoln’s Inn Fields, des größten öffentlichen Platzes in London, für die Allgemeinheit und setzte sich stark für die Ernennung von Police Matrons ein, Frauen, die den Polizeistationen zugeordnet waren und zum Beispiel beim Trösten verlorener Kinder, beim Gespräch mit weiblichen Opfern von Straftaten und gelegentlich beim Beruhigen eines unruhigen männlichen Festgenommenen halfen. Meist waren es Frauen von Polizeibeamten.
1893 veröffentlichte sie ihre Autobiografie Recollections of Life and Work.
Twining starb 1912 in ihrem Haus in London. Sie ist auf dem Kensal Green Cemetery begraben.
Ihre Papiere werden in der Women’s Library der London Metropolitan University verwahrt.

## Veröffentlichungen (Auswahl)
- Symbols in Early Christian Art. Longman, Brown, Green, and Longmans, London 1852 (Textarchiv – Internet Archive).
- Types and Figures of the Bible. Longman, Brown, Green, and Longmans, London 1855 (Textarchiv – Internet Archive).
- Nurses for the sick: with a letter to young women. Longman, Brown, Green, and Roberts, London 1861 (Textarchiv – Internet Archive).
- Poor relief in foreign countries, and outdoor relief in England. Cassell, London 1889 (Textarchiv – Internet Archive).
- Recollections of Life and Work: Being the Autobiography of Louisa Twining. Edward Arnold, London 1893 (archive.org).
- Workhouses and pauperism and women's work in the administration of the poor law. Methuen, London 1898 (Textarchiv – Internet Archive).